# استودیو سانتا کلاوس انترتینمنت
استودیو سانتا کلاوس انترتینمنت (کره‌ای: 스튜디오 산타클로스엔터테인먼트؛ انگلیسی: Studio Santa Claus Entertainment) یک شرکت مدیریت استعداد و تولیدکننده آثار تلویزیونی است.

## هنرمندان

### فعلی
| - چه سو جین - ها یون-جو - جو جین مو - جو وون - کانگ بیول - کیم هه اوک - لی دا-هی | - لی سون هو - مین جین وونگ - اوه هیون کیونگ - پارک هه سو - پارک جو-می - سونگ سه-بیوک - اوم ته وونگ |

### سابق
| - چوی کوان - گیل هه-یون - گو جو-وون - جون می-سون - پارک بو رام - جون سو-جین - کیم مین جه | - کانگ شین-ایل - کیم جونگ اون - لیم جی یون - سو یونگ هی - یو هه جین - یو گون |